# قضیه کوسمبی-کارانن-لوف
قضیهٔ کُوسامبی-کارهونِن-لُواِو (انگلیسی: Kosambi-Karnhuen-Loève theorem)، یا تبدیل کُوسامبی-کارهونِن-لُواِو، یک فرایند تصادفی در یک بازهٔ کران‌دار را با ترکیب خطی نامحدودی از توابع متعامد نمایش می‌دهد. این قضیه به افتخار دامُودار دارماناندا کُوسامبی، کاری کارهونِن و میشل لُواِو نامیده شده‌است.
این تبدیل هم‌چنین به تبدیل هُتِلینگ و تبدیل بردار ویژه نیز شناخته می‌شود و با تحلیل مولفه اصلی (انگلیسی: Principal Component Analysis (PCA)) مرتبط است که در پردازش تصویر و آنالیز داده‌ها، فراوان استفاده می‌شود.
در مقایسه با تبدیل فوریه که ضرایب آن اعداد معیّن (انگلیسی: deterministic) و پایه‌های آن توابع سینوسی هستند، ضرایب تبدیل کارهونن-لُواِو متغیرهای تصادفی هستند و پایه‌های آن بستگی به فرایند دارند. می‌توان گفت این تبدیل به‌گونه‌ای با فرایند تصادفی سازگار می‌شود که به بهترین پایه‌ها برای آن فرایند می‌انجامد.
برای یک فرایند تصادفی متمرکز {Xt}t ∈ [a, b] (E[Xt] = 0، t ∈ [a, b]) می‌نویسیم:
{\displaystyle X_{t}=\sum _{k=1}^{\infty }Z_{k}c_{k}(t)}
که در آن {\displaystyle Z_{k}}ها متغیرهای تصادفی، و دوبه‌دو ناهمبسته هستند و {\displaystyle c_{k}}ها، توابع پیوسته حقیقی در بازهٔ [a, b] و دوبه‌دو در L2([a, b]) متعامد هستند. فرایندی که متمرکز نیست را می‌توان با Xt − E[Xt] متمرکز کرد.
اگر فرایند گاوسی باشد، {\displaystyle Z_{k}}ها گاوسی و مستقل آماری هستند. یک مثال از یک فرایند متمرکز در بازهٔ [0, 1]، فرایند وینر است.

## فرمول
- Xt یک فرایند تصادفی با میانگین صفر و انتگرال‌پذیر برای مربع آن در فضای احتمال (Ω, F, P) تعریف می‌شود و نمایه آن در بازهٔ بستهٔ [a, b] با تابع کوواریانس KX(s, t). به این ترتیب:

{\displaystyle \forall t\in [a,b]\qquad X_{t}\in L^{2}(\Omega ,F,\mathbf {P} ),}
{\displaystyle \forall t\in [a,b]\qquad \mathbf {E} [X_{t}]=0,}
{\displaystyle \forall t,s\in [a,b]\qquad K_{X}(s,t)=\mathbf {E} [X_{s}X_{t}].}
- یک عملگر خطی TKX را در KX اعمال می‌کنیم. TKX به این صورت تعریف می‌شود:

{\displaystyle T_{K_{X}}:L^{2}([a,b])\to L^{2}([a,b]):f\mapsto T_{K_{X}}f=\int _{a}^{b}K_{X}(s,\cdot )f(s)ds}
ازآنجاکه TKX یک عمل‌گر خطی‌ست، مقدار ویژه λk و تابع ویژه ek دارد، که در معادله‌ انتگرالی زیر، به هم مربوط می‌شوند:
{\displaystyle \int _{a}^{b}K_{X}(s,t)e_{k}(s)\,ds=\lambda _{k}e_{k}(t)}

## بیانی از قضیه
قضیه. Xt را یک فرایند تصادفی با میانگین صفر و انتگرال پذیر برای مربع آن در فضای احتمال (Ω, F, P) و نمایه آن در بازهٔ بستهٔ [a, b] با تابع کوواریانس پیوستهٔ KX(s, t) در نظر می‌گیریم.
حال KX(s, t) یک هسته‌ی مرسر است و ek را یک پایهٔ متعامد بر روی L2([a, b]) می‌گیریم که از توابع ویژهٔ TKX دارای مقدار ویژهٔ λk تشکیل شده‌است. می‌توان Xt را به صورت زیر بیان کرد
{\displaystyle X_{t}=\sum _{k=1}^{\infty }Z_{k}e_{k}(t)}
که در L2 هم‌گراست و
{\displaystyle Z_{k}=\int _{a}^{b}X_{t}e_{k}(t)\,dt}
همچنین متغیرهای تصادفی Zk دارای میانگین صفر، ناهم‌بسته و دارای واریانس λk هستند
{\displaystyle \mathbf {E} [Z_{k}]=0,~\forall k\in \mathbb {N} \qquad {\mbox{and}}\qquad \mathbf {E} [Z_{i}Z_{j}]=\delta _{ij}\lambda _{j},~\forall i,j\in \mathbb {N} }

## اثبات
- تابع کوواریانس KX شرایط تعریف هسته‌ی مرسر را داراست. طبق تئوری مرسر، یک مجموعهٔ {λk, ek(t)} وجود دارد که از مقدار ویژه‌ها و توابع ویژهٔ TKX، یک مجموعه متعامد از L2([a,b]) تشکیل می‌دهند و KX را نیز می‌توان به صورت زیر نمایش داد:

{\displaystyle K_{X}(s,t)=\sum _{k=1}^{\infty }\lambda _{k}e_{k}(s)e_{k}(t)}
- فرایند Xt می‌تواند به صورت تابعی از ekها به صورت زیر بسط پیدا کند:

{\displaystyle X_{t}=\sum _{k=1}^{\infty }Z_{k}e_{k}(t)}
که در آن ضرایب (متغیرهای تصادفی) Zk به صورت زیر به دست می‌آیند:
{\displaystyle Z_{k}=\int _{a}^{b}X_{t}e_{k}(t)\,dt}
- حال خواهیم داشت:

{\displaystyle {\begin{aligned}\mathbf {E} [Z_{k}]&=\mathbf {E} \left[\int _{a}^{b}X_{t}e_{k}(t)\,dt\right]=\int _{a}^{b}\mathbf {E} [X_{t}]e_{k}(t)dt=0\\[8pt]\mathbf {E} [Z_{i}Z_{j}]&=\mathbf {E} \left[\int _{a}^{b}\int _{a}^{b}X_{t}X_{s}e_{j}(t)e_{i}(s)dt\,ds\right]\\&=\int _{a}^{b}\int _{a}^{b}\mathbf {E} \left[X_{t}X_{s}\right]e_{j}(t)e_{i}(s)dt\,ds\\&=\int _{a}^{b}\int _{a}^{b}K_{X}(s,t)e_{j}(t)e_{i}(s)dt\,ds\\&=\int _{a}^{b}e_{i}(s)\left(\int _{a}^{b}K_{X}(s,t)e_{j}(t)dt\right)ds\\&=\lambda _{j}\int _{a}^{b}e_{i}(s)e_{j}(s)ds\\&=\delta _{ij}\lambda _{j}\end{aligned}}}
که در آن از این نکته استفاده شده است که ekها توابع ویژهٔ TKX بوده و متعامد هستند.
- حال نشان می‌دهیم که همگرایی در L2 است. فرض می‌کنیم

{\displaystyle S_{N}=\sum _{k=1}^{N}Z_{k}e_{k}(t).}
آنگاه:
{\displaystyle {\begin{aligned}\mathbf {E} \left[\left|X_{t}-S_{N}\right|^{2}\right]&=\mathbf {E} \left[X_{t}^{2}\right]+\mathbf {E} \left[S_{N}^{2}\right]-2\mathbf {E} \left[X_{t}S_{N}\right]\\&=K_{X}(t,t)+\mathbf {E} \left[\sum _{k=1}^{N}\sum _{l=1}^{N}Z_{k}Z_{l}e_{k}(t)e_{l}(t)\right]-2\mathbf {E} \left[X_{t}\sum _{k=1}^{N}Z_{k}e_{k}(t)\right]\\&=K_{X}(t,t)+\sum _{k=1}^{N}\lambda _{k}e_{k}(t)^{2}-2\mathbf {E} \left[\sum _{k=1}^{N}\int _{a}^{b}X_{t}X_{s}e_{k}(s)e_{k}(t)ds\right]\\&=K_{X}(t,t)-\sum _{k=1}^{N}\lambda _{k}e_{k}(t)^{2}\end{aligned}}}
که طبق قضیهٔ مرسر به صفر میل می‌کند.

## مشخصات تبدیل کارهونن-لُواِو

### حالت خاص: توزیع گاوسی
ازآنجاکه حد امید ریاضی متغیرهای تصادفی مشترکاً گاوسی، خود مشترکاً گاوسی هستند و متغیرهای تصادفی گاوسی مستقل هستند اگر و فقط اگر متعامد باشند، می‌توان نتیجه گرفت:
قضیه. متغیر تصادفی Zi دارای توزیع مشترک گاوسی است و به‌طور تصادفی مستقل است اگر فرایند اولیه {Xt}t گاوسی باشد.
در این حالت (گاوسی بودن)، از آنجایی که Ziها مستقل هستند، می‌توان گفت:
{\displaystyle \lim _{N\to \infty }\sum _{i=1}^{N}e_{i}(t)Z_{i}(\omega )=X_{t}(\omega )}
تقریباً مطمئناً.

### بسط کارهونِن-لُواِو فرایند را ناهمبسته می‌کند
این نتیجه از استقلال Zk حاصل می‌شود.

### بسط کارهونِن-لُواِو مقدار خطای میانگین مربعات را به حداقل می‌رساند
در بخش معرفی، بیان کردیم که بسط خلاصه شدهٔ کارهونِن-لُواِو بهترین تخمین برای یک فرایند است به طوری که خطای میانگین مربعات حداقل شود. به خاطر همین خصوصیت است که بیان می‌شود این تبدیل به‌طور بهینه انرژی را فشرده (ذخیره) می‌کنند.
به‌طور دقیق تر، برای هر پایهٔ متعامد {fk} از فضای L2([a, b])، می‌توان فرایند Xt را به صورت زیر تجزیه کرد:
{\displaystyle X_{t}(\omega )=\sum _{k=1}^{\infty }A_{k}(\omega )f_{k}(t)}
که در آن
{\displaystyle A_{k}(\omega )=\int _{a}^{b}X_{t}(\omega )f_{k}(t)\,dt}
و می‌توان Xt را با جمع متناهی زیر برای هر عدد صحیح 'N به صورت زیر تخمین زد
{\displaystyle {\hat {X}}_{t}(\omega )=\sum _{k=1}^{N}A_{k}(\omega )f_{k}(t)}

### یافتن واریانس
یک نتیجهٔ مهم این تبدیل را می‌توان این مورد در نظر گرفت که از آنجایی که Zkها در تبدیل کارهونِن-لُواِو ناهمبسته هستند، فرمول بینایمه نتیجه می‌دهد که Xt برابر است با جمع واریانس جملات جمع، داریم:
{\displaystyle {\mbox{Var}}[X_{t}]=\sum _{k=0}^{\infty }e_{k}(t)^{2}{\mbox{Var}}[Z_{k}]=\sum _{k=1}^{\infty }\lambda _{k}e_{k}(t)^{2}}
تعریف شده روی [a, b] و استفاده از این مسئله که ekها متعامد هستند، نتیجه می‌گیریم که واریانس کل فرایند برابر است با:
{\displaystyle \int _{a}^{b}{\mbox{Var}}[X_{t}]dt=\sum _{k=1}^{\infty }\lambda _{k}}